# Pawel Petrowitsch Sokolow (Maler)

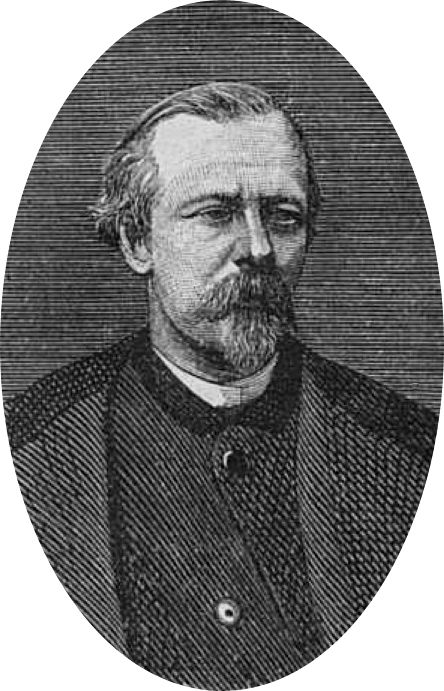
Pawel Petrowitsch Sokolow
im Jahr 1878 in der Illustrierten Welt

Pawel Petrowitsch Sokolow (russisch Павел Петрович Соколов, wiss. Transliteration Pavel Petrovič Sokolov; * 1826 in Sankt Petersburg; † 1905) war ein russischer Aquarellist und Illustrator. Seine Brüder Pjotr und Alexander waren ebenfalls bekannte Künstler.
Pawel, Sohn des Porträtmalers Pjotr Fedorowitsch Sokolow (1787–1848) und dessen Ehefrau Julija Pawlowna (1804–1877), studierte bei Karl Brüllow an der Petersburger Kunstakademie und absolvierte diese mit dem Titel Freier Künstler – das hieß, er arbeitete fortan ohne staatliche Beihilfe. 1864 wurde ihm für sein Gemälde Die Heilige Familie von der Kunstakademie der Titel Akademiker verliehen.
Pawel Sokolow spezialisierte sich auf das Aquarellieren. Zahlende Kunden seiner Aquarelle waren zum Beispiel Alexander II. und die deutschbaltischen Grafen Stenbock-Fermor. Obendrein stieg Pawel Sokolow zu einem der führenden Illustratoren der Sankt Petersburger Zeitschrift Illustrierte Welt auf.
Pawel Sokolow verehrte – wie bereits sein Vater – Puschkin. So zählen die Illustrationen zum Eugen Onegin und der Hauptmannstochter – in den Jahren 1855 bis 1860, also zwei Jahrzehnte nach dem Tod des Dichters als Bleistiftzeichnungen ausgeführt – zu den Meisterwerken auf diesem Sektor der Buchillustration.